# Lepturges comminus
Lepturges comminus là một loài bọ cánh cứng trong họ Cerambycidae.